# Crayon Pop
Le Crayon Pop (크레용팝?) sono state un gruppo musicale sudcoreano formatosi a Seul nel 2012.
Il gruppo era sotto contratto con la Chrome Entertainment e consisteva di cinque membri.

## Formazione
- Geummi – leader, voce (2012-2017)
- Ellin – voce, rap (2012-2017)
- Choa – voce (2012-2017)
- Way – voce, rap (2012-2017)
- Soyul – voce, rap (2012-2017)

## Discografia

### Album in studio
- 2016 – Crayon Pop
- 2016 – Evolution Pop Vol. 1

### EP
- 2012 – Crayon Pop 1st Mini Album
- 2013 – The Streets Go Disco
- 2014 – Pop! Pop! Pop!
- 2015 – FM